# Hydroxysyrer
Hydroxysyrer, som også kaldes hydroxycarboxylsyrer, er organiske stoffer som indeholder dels en syregruppe (-COOH) og dels en hydroxygruppe (-OH). En hydroxysyre er således også en carboxylsyre som har en hydroxygruppe.
Hydroxysyrer er udbredte i naturen.
Hos nogle hydroxysyrer kan deres syre- og hydroxygruppe spontan reagerer med hinanden i en kondensationsreaktion med fraspaltning af vand, hvorved der dannes en ringformet ester som kaldes en lakton.

## α-hydroxysyrer
Hvis hydroxygruppen i en hydroxysyre er placeret præcis ét kulstofatom væk fra syregruppen, kalds den en alfahydroxysyre eller AHA (fra engelsk Alpha Hydroxy Acid). Eksempler på AHA'er er:
| Navn       | Strukturformel       | Grafisk formel |
| ---------- | -------------------- | -------------- |
| Glykolsyre | HOCH2COOH            |                |
| Mælkesyre  | CH3CH(OH)COOH        |                |
| Mandelsyre | C6H5CH(OH)COOH       |                |
| Citronsyre | HOC(COOH)(CH2COOH)2  |                |
| Æblesyre   | HOOCCH2CHOHCOOH      |                |
| Vinsyre    | HOOCCH(OH)CH(OH)COOH |                |

## β-hydroxysyrer
Hvis hydroxygruppen i en hydroxysyre er placeret præcis to kulstofatomer væk fra syregruppen, kalds den en betahydroxysyre eller BHA (fra engelsk Beta Hydroxy Acid). Eksempler på BHA'er er:
| Navn              | Strukturformel   | Grafisk formel |
| ----------------- | ---------------- | -------------- |
| β-hydroxysmørsyre | CH3CH(OH)CH2COOH |                |
| Mevalonsyre       | C6H12O4          |                |